# Parti de l'unité islamique d'Afghanistan

Drapeau du Hezb-e-Wahdat.

Le Hezb-e-Wahdat (son nom complet est "Hezb-e Wahdat-e Islami-ye Afghanistan" qui signifie "Parti de l'unité islamique d'Afghanistan"; dari : حزب وحدت اسلامی  افغانستان) est un parti chiite afghan fondé en 1989 à Bâmiyân par le regroupement de plusieurs partis chi'ites à l'instigation d'Abdul Ali Mazârî et de l'Iran.

## Histoire

Drapeau du Hezb-e-Wahdat.

Au cours des années 1990, le parti établit donc de très bonnes relations avec la République Islamique d'Iran. Il dispose par exemple d'un soutien financier et militaire, ainsi que de bureaux de recrutements à Téhéran et à Mashad. Des relations sont également établies avec le Hezb-e-Islami Gulbuddin de Gulbuddin Hekmatyar. 
Lors des combats qui éclatent le 20 janvier 1993 à Kaboul entre le Hezb-e Islami et les forces gouvernementales dirigées par le commandant Massoud, le Hezb-e Wahdat choisit ainsi de soutenir le parti de Hekmatyar. Après les massacres des habitants du quartier chi'ite d'Afshar Mina, une coalition anti-gouvernementale est formée entre ces deux partis, le Junbesh-e Melli du général Dostom et le Jabha-e Melli de Modjadedi. Des divisions éclatent rapidement entre chi'ites et une faction menée par Mohammad Akbari se rapproche peu à peu de Massoud alors que les talibans s'emparent de Kandahar. Les alliés du Hezb-e Wahdat sont alors pris en tenaille entre les talibans et les forces de Massoud. De plus, lors de cette période où règne la confusion la plus totale, l'alliance avec le Hezb-e-Islami est remise en question quand le Hezb-e Wahdat tente de profiter de l'élimination de nombreux chefs du Hezb-e Islami pour reprendre ou gagner du terrain. Abdul Ali Mazari sera finalement capturé par les talibans et vraisemblablement assassiné par eux lors de son transfert en hélicoptère de Kaboul à Kandahar.
Le Hezb-e Wahdat se replie alors vers Bâmiyân. Le 10 octobre 1996, devant les progrès des talibans, les principaux partis afghans, dont le Hezb-e-Wahdat, s'unissent. 
À partir de l'été 1997, le Wahdat se heurte violemment aux talibans. Ceux-ci établissent un blocus du centre du pays et lancent plusieurs attaques vers le nord de l'Afghanistan. Le Wahdat, le  Junbesh-e Melli et le Hezb-e-Islami Gulbuddin résistent victorieusement autour de Bâmiyân et de Mazâr-e Charîf de mai à octobre 1997. Les talibans  ne reprennent l'avantage qu'à partir de la seconde moitié de l'année 1998. Bâmiyân et Mazâr-e Charîf sont prises respectivement le 8 août et le 13 septembre 1998. La faction dissidente du Wahdat de Mohammad Akbari en profite pour se rallier aux talibans. La ville et les environs de Bâmiyân deviennent le théâtre de nombreux combats entre le Wahdat et les talibans durant le printemps 1999 et lors de l'hiver 2000-2001. Bâmiyân finira par rester aux mains des talibans qui dynamiteront en mars 2001 les célèbres Bouddhas géants.
.
Lors de l'offensive de novembre 2001, quand les talibans auront été affaiblis par l'offensive des forces de la coalition et celles de Massoud et de Rachid Dostom, la ville sera reprise par le Wahdat.
Après la chute des talibans, et la formation du gouvernement Karzaï, Abdul Karim Khalili, l'un des principaux dirigeants du parti Wahdat, est devenu vice-président du gouvernement en 2002, renouvelé en 2004. Ce ralliement de Karim Khalili a toutefois poussé Mohammed Mohaqiq à provoquer une scission au sein du Wahdat pour créer le parti de l'unité islamique du peuple afghan (dari: حزب وحدت اسلامی مردم افغانستان), qui a obtenu d'excellents résultats à l'élection présidentielle qui a suivi.